# Dodekaedertal
Dodekaedertal är en sorts figurtal som representerar en dodekaeder. Det n:te dodekaedertalet ges av formeln:
{\displaystyle {n(3n-1)(3n-2) \over 2}}
De första dodekaedertalen är:
0, 1, 20, 84, 220, 455, 816, 1330, 2024, 2925, 4060, 5456, 7140, 9139, 11480, … (talföljd A006566 i OEIS)